# Drosanthemum austricola
Drosanthemum austricola är en isörtsväxtart som beskrevs av L. Bol. Drosanthemum austricola ingår i släktet Drosanthemum och familjen isörtsväxter. Inga underarter finns listade i Catalogue of Life.